# 야마구치 요시코
야마구치 요시코(일본어: 山口 淑子, 1920년 2월 12일 ~ 2014년 9월 7일)는 일본의 가수, 배우, 언론인, 정치인이다. 중화민국 만주 푸순에서 태어나 중국, 홍콩, 일본과 미국에서 영화배우로 활동했다.
경력 초에 만주영화협회에서 활동하면서 중국 이름인 리샹란(李香蘭 Lǐ Xiānglán[*], 리향란, 일본어: り こうらん, 리코란)으로 활동했다. 1950년대에 언론인으로 활동하며 오타카 요시코(大鷹 淑子 오오타카 요시코[*])라는 이름을 사용했으며, 1974년 일본 국회 참의원 의원에 당선되어 1992년까지 의원직을 지냈다. 정계 은퇴 후에는 아시아여성기금의 부이사장을 지냈다.

## 생애
그녀는 아직 2차 대전 전까지는 리향란(李香蘭 Lǐ Xiānglán[*], 리샹란)이란 예명의 이름으로 국민정부 중화민국 대륙 본토 땅에서 살았다.
국민정부 시대 중화민국 대륙 본토 만저우 지방 펑톈 성 푸순에서 출생하였으며 지난날 한때 국민정부 시대 중화민국 대륙 본토 만저우 지방 펑톈 성 펑톈과 일본 사가현 기시마를 거쳐 국민정부 시대 중화민국 대륙 본토 만저우 지방 펑톈 성 랴오양에서 잠시 유아기를 보낸 적이 있는 그녀는 1925년 이후 국민정부 시대 중화민국 대륙 본토 베이핑에서 성장하였다. 1940년대 중국 칠대가성 가운데 한 사람이다.
원래는 일본인으로 부친의 친구가 지어준 이름으로 가수 생활을 시작했고, 항전 기간 동안 만주국에서 사람들에게 이용 받아 만주국 찬양, 군국주의 미화, 대동아 공영 등에 목적을 둔 노래를 불렀다. 때문에 노래 실력에 관하여 극찬을 받는 한편 한간이라는 세간의 좋지 않은 시선까지 동시에 받았다. 그래서 특히 중국의 지식인과 민중들의 반대를 불러 일으켰다. 하지만 중국 가요사 및 이후 중화권 노래에 대한 이야기에서는 빼놓을 수 없을 정도로 많은 영향을 남겼다.
대전 후에는 한간으로 몰려 사형에 처해질 뻔하였으나 본래 일본인이라는 것이 밝혀져 호적을 정정하고 일본에 귀국하였다. 그러나 처음에는 중국인으로 판정되어 입국을 거부당했고, 친구의 도움으로 베이징의 양친에게 호적을 받아 일본인임이 증명, 입국하였다. 이후 가수 생활도 했으나, 주로 영화배우로 활약했다. 1974년, 1980년, 1986년에는 참의원에 선출되어 의정활동도 하였다. 정계은퇴후, 여성을 위한 아시아 평화 국민 기금 부이사장을 맡았다.

## 소속
- 前 일본 무소속 참의원

## 대표곡

### 일본 및 만주국
- 青い月の夜に
- 幻想的你
- 握手の日満支
- 何日君再来
- 楽しい朋友
- さらば上海
- 夢の太湖船
- 北京の子守唄
- 楽しい満洲
- 離別了姑娘
- 浜辺の歌
- サヨンの歌
- 私の鶯
- 月下の胡弓
- 黒き宝
- 花占ひ
- 旅人の歌
- 春鶯曲
- 蘇州夜曲
- 支那の夜
- 蘇州の夜
- 乙女の祈り
- 母は青空
- 夜来香
- 東京夜曲
- 蘇州夜曲
- 黒い百合
- ふるさとのない女
- 七人の侍
- 珊瑚礁の彼方に
- ロンドンデリーの歌
- 郊外情歌

### 중국 및 홍콩
- 賣糖歌
- 戒煙歌
- 恨不相逢未嫁時
- 夜來香
- 海燕
- 忘憂草
- 不要告訴我
- 空閨残夢
- 緑野之春
- 蘭閨寂寂
- 烏鴉配鳳凰
- 梅花
- 分離
- 歌舞今宵
- 他總有一天回來
- 只有你
- 河上的月色

## 영화

### 이향란
- 蜜月快車
- 白蘭の歌
- 富貴春夢
- 冤魂復仇
- 東遊記
- 支那の夜
- 孫悟空
- 熱砂の誓ひ
- 美しき犠牲
- 君と僕
- 蘇州の夜
- 迎春花
- 黄河
- 戦ひの街
- 萬世流芳
- サヨンの鐘
- 誓ひの合唱
- 私の鶯
- 野戦軍楽隊

### 야마구치 요시코
- わが生涯のかゞやける日
- 情熱の人魚
- 流星
- 人間模様
- 果てしなき情熱
- 帰国
- 初恋問答
- 暁の脱走
- 女の流行
- 醜聞
- 東は東
- 風雲千両船
- 霧笛
- 戦国無頼
- 上海の女
- 抱擁
- 土曜日の天使
- 金瓶梅
- 東京暗黒街
- Navy Wife
- 白夫人の妖恋
- 神秘美人
- 一夜風流
- 東京の休日